# Megachile punctatissima
Megachile punctatissima là một loài Hymenoptera trong họ Megachilidae. Loài này được Spinola mô tả khoa học năm 1806.